# Aurora (Missouri)
Aurora – miasto w Stanach Zjednoczonych, w południowo-zachodniej części stanu Missouri. Liczba mieszkańców w 2000 roku wynosiła 7026.